# شهرستان دیکینسون (آیووا)
شهرستان دیکینسون، آیووا (به انگلیسی: Dickinson County, Iowa) شهرستانی در ایالات متحده آمریکا است که در آیووا واقع شده‌است.